# عزة حصرية
عزة محمد خير حصرية هو صحفي سياسي، وكاتب، وناشر، وباحث سوري معروف (1914 - 1975),
كان من أهم الشخصيات التي ساهمت في صناعة الإعلام في سوريا في بداية القرن الماضي. كانت له عدة مؤلفات وظلت صحيفته المشهورة العَلَم تساهم في صناعة الرأي العام في سوريا على مدى ربع قرن.

## نشأته 1914- 1926
ولد عزة حصرية عام 1914 في بيئة متوسطة الحال لعائلة معروفة في دمشق. كان والده محمد خير حصرية تاجراً من أعيان حي العمارة بدمشق. كان آخر العنقود وأصغر ثمانية أطفال من الأخوة والأخوات.

## شبابه 1926-1931
أتم حصرية دراسته الابتدائية في مدرسة الملك الظاهر بدمشق، لكن ظروفه الصعبة اضطرته إلى العمل حين لم يكن يجاوز الثانية عشرة، فآثر ان يعمل في إحدى مطابع دمشق لما كان يتيح له ذلك من الاطلاع على الثقافة بكل ألوانها. ولم يمنع العمل حصرية من المواظبة على متابعة تعليمه فتابع تحصيله عن طريق الدراسة الحرة وثابر على حضور المحاضرات في معهد الحقوق في دمشق. كما عكف على تعلم الفرنسية على يد أحد المبشرين وحصل على دبلوم في الترجمة من الأكاديمية العربية العليا للترجمة.
و رغم أن عمله في المطبعة لم يستمر لفترة طويلة، إلا أن هذه المرحلة من حياته كانت كفيلة بأن تعلمه الكثير من التجارب. حيث اطلع خلالها على ما كان يعانيه العمال من ظروف سيئة وعمل فيما بعد على تحريرهم والوقوف في صفهم.

## عمله في الصحافة 1931-1963

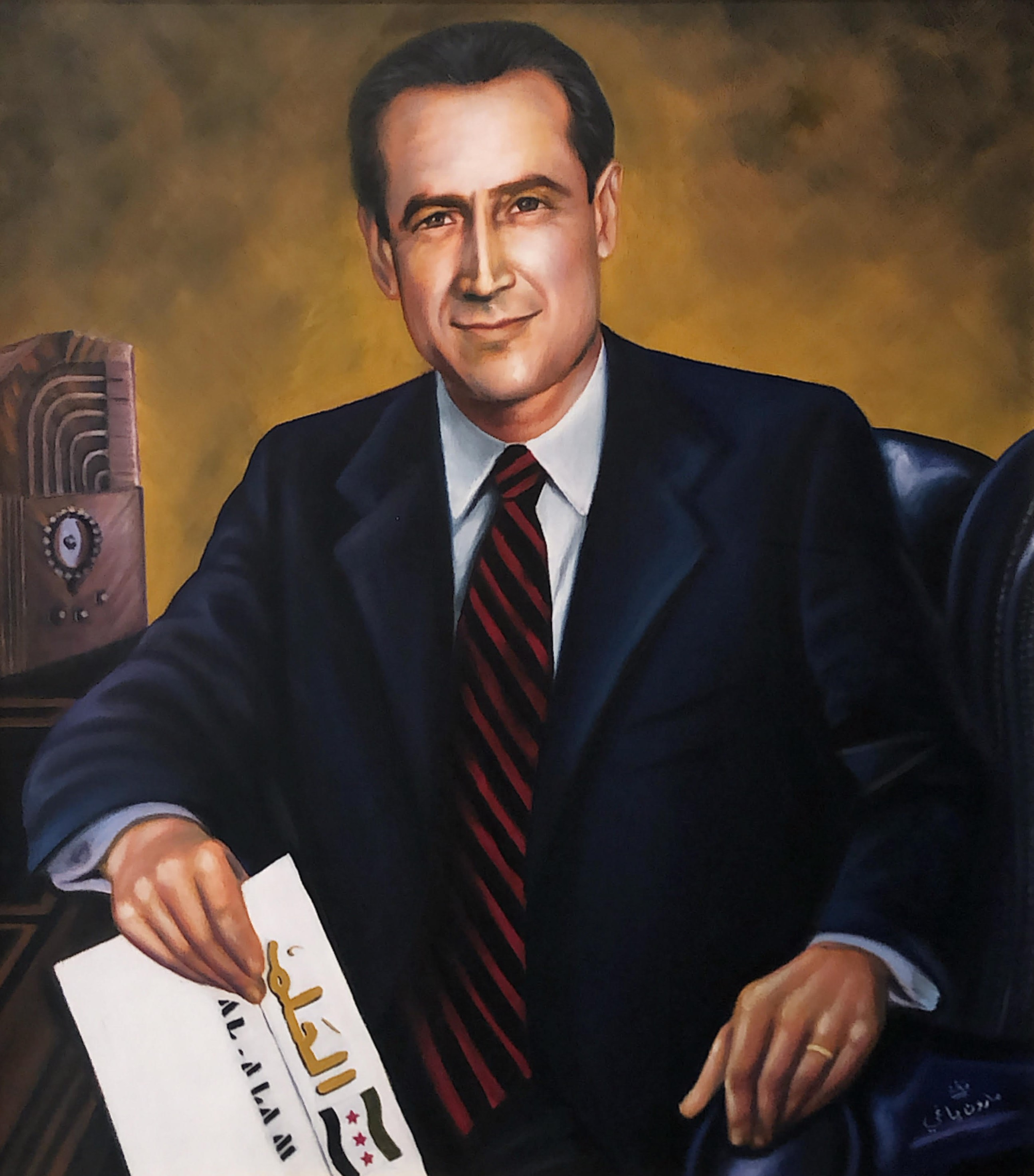
لوحة زيتية تجسد الصحفي والكاتب والناشر السوري المعروف عزة محمد خير حصرية

من منضد للأحرف في المطبعة انتقل حصرية ليبدأ بكتابة عمود أسبوعي في صحيفة الشعب اليومية. وقد دفعته تجربته كعامل في المطبعة إلى المشاركة في تـأسيس اتحاد نقابات العمال في دمشق عام 1932 والمساعدة على إقامة فروع له في حلب وحمص وحماة.
وفي عام 1936، تحالف حصرية مع عبد الرحمن الشهبندر، زعيم المعارضة السورية للكتلة الوطنية للرئيس هاشم الأتاسي.إذ أيّد حصرية الشهبندر في معارضته للمعاهدة السورية الفرنسية التي وقعها الرئيس الأتاسي في باريس عام 1936، والتي نصّت على استقلال سوريا عن فرنسا خلال فترة خمسة وعشرين سنة. حيث اعتقد حصرية أن الكتلة الوطنية قدمت الكثير من التنازلات لفرنسا، بما في ذلك حقها في إقامة قواعد عسكرية في سوريا لاستخدامها في حالة نشوب حرب في أوروبا. وقد وُضِعَ حصرية تحت المراقبة لمدة 24 ساعة بعد إغلاق صحيفة الشعب من قبل جميل مردم بك الذي أصبح رئيساً للوزراء في سورية بعد فترة وجيزة من اشتراكه في الوفد الذي أقرّ معاهدة عام 1936. وقد رد حصرية على ذلك بإصدار منشور سري بعنوان «الاستفهام»، انتقد فيه الكتلة الوطنية وكافة قياداتها لاتباعها سياسةً ديكتاتورية في سوريا.

في عام 1942، وعقب وفاة الشهبندر، انضم حصرية إلى صحيفة الاستقلال العربي التي كانت أيضاً مناهضة للكتلة الوطنية، وعمل رئيساً للتحرير فيها وأصبح مديرها المسؤول بعد وفاة صاحبها توفيق جانا. ويقول حصرية عن تلك الفترة من حياته: 
 وقد عاد حصرية عام 1944 ليؤسس مجلة فكرية سياسية أدبية جامعة أسماها «أنوار» إلى جانب عمله في الاستقلال العربي الذي تركه في أيار عام 1946 ليؤسس صحيفته المسائية الخاصة «العَلَم» ويعلق حصرية على ذلك بقوله: 
وعندما حققت الكتلة الوطنية الاستقلال السوري التام في عام 1946، خفف حصرية من انتقاده لها وتحالف مع خليفتها، الحزب الوطني. وقد كانت صحيفة حصرية من الصحف التي لم تتوقف أثناء انقلاب حسني الزعيم عام 1949، واستمرت حتى عام 1952 عندما دمجت مع جريدة القبس عند إصدار قرار الشيشكلي بدمج كل صحيفتين في صحيفة واحدة، وأصدرت باسم «الزمان»، ثم انفصلا عن بعضهما عند انتهاء قرار الدمج. ثم قام ورثة نجيب الريس وحصرية بدمج الصحيفتين دمجاً اختيارياً وبالاتفاق بينهما، وأصدر العدد الأول في عام 1954 باسم «القبس العلم» ولكن سرعان ما عادت كل جريدة تصدر مستقلة. وعندما تمت الوحدة بين سوريا ومصر وتشكّلت الجمهورية العربية المتحدة في شباط عام 1958، كانت صحيفة حصرية من الصحف التي لم تتوقف بالمرسوم (195) إلا أن حصرية كان ضد الحكم العسكري للرئيس جمال عبد الناصر الذي أجهد سورية خلال سنوات الوحدة ورحّب بالانقلاب الذي أطاح بالوحدة في أيلول عام 1961.

## عمله كناشر 1963-1975
في آذار عام 1963، أصبح الحكم في يد اللجنة العسكرية لحزب البعث العربي الاشتراكي التي تعهدت بإعادة الجمهورية العربية المتحدة. أغلقت الجهات المسؤولة صحيفة حصرية أسوة بجميع الصحف الخاصة باستثناء اثنتين، وأنهت حقوقه المدنية، واضطرته إلى التقاعد. بعد ذلك، بقي حصرية في سوريا وعمل كناشر حتى عام 1970 وذلك دون التطرق إلى كتابة أية مقالات في الصحافة السياسية. فكان منه أن عكف على إصدار عدد من المؤلفات، منها:
«تاريخ الحركة العمالية»، «أضواء على الأحداث»، «شروح رسالة الشيخ أرسلان»، «الشيخ أرسلان الدمشقي»، «تحقيق لرسالة الروح القدس في محاسبة النفس من تأليف الشيخ الأكبر محي الدين بن عربي»، «العارف بالله الشيخ أحمد الحارون».

## نضاله الوطني
شارك حصرية منذ نعومة أظفاره في دعم النضال الوطني. إذ كان في طفولته ينقل الأدوية من المدينة إلى الثوار الوطنيين في ريف دمشق واضعاً العلاجات في أوعية مختلفة ليضلل العدو الفرنسي ويتجنب تفتيشه.
كما شارك في شبابه في النضال من أجل الاستقلال في سوريا، فكان من الذين دعوا لإضراب الستين عام 1936 واعتقل مع رفاقه من منظمي ذلك الإضراب.
و قد كان يتصل بالجنود السنغاليين في عهد الاستعمار الفرنسي محاولاً أن يحضهم على التحرر من الأوامر التي كان يصدرها القادة الفرنسيون إليهم، وقد أثمرت جهوده وغيره من الكتاب فيما بعد في دعم جهود الثورة السورية الكبرى.

## نشاطاته التطوعية
عمل حصرية مع لجنة للتنقيب في ترميم عدد من المواقع الأثرية في دمشق، وعمل على الكشف عن مدافن عدد من الشخصيات التاريخية التي ارتبط ذكرها بمدينة دمشق كالصحابي بلال الحبشي والخليفتان الأمويان معاوية بن أبي سفيان وعبد الملك بن مروان والعالم العربي الفارابي وغيرهم. كما شارك في تأليف عدة لجان اهتمت بالحفاظ على الطابع التاريخي لمدينة دمشق، منها:
1. لجنة تسمية شوارع وساحات مدينة دمشق.
2. لجنة المقامات والأضرحة.
3. لجنة تجميل مدينة دمشق.
4. لجنة صندوق مقابر المسلمين.
5. جمعية أصدقاء دمشق.

و قد ساهم حصرية في إعمار عدد من مساجد دمشق وتجديدها، فكان أميناً لسر بناء عدد من المساجد في دمشق وريفها، منها:
1. مسجد الشيخ أرسلان الدمشقي
2. مسجد بلال الحبشي
3. مسجد ضرار بن الأزور
4. مسجد حرملة بن الوليد
5. مسجد شرحبيل بن حسنة
6. مسجد الكزبري.

## مذكراته
فارق حصرية الحياة وهو يخط مذكراته التي تحكي عن تجربته العصامية وكفاحه. وتظهر مذكراته ضراوة كفاحه في كل ميدان حتى تمكن من شق طريقه في مهنة المتاعب، الصحافة، التي اختارها حتى حقق النجاح بدأبه. ومما يذكره حصرية: 
توفي عزة حصرية في دمشق في الرابع من تشرين الثاني عام 1975 ودفن بجوار مقام الشيخ أرسلان الدمشقي في باب توما بدمشق.